# Lazare Ponticelli

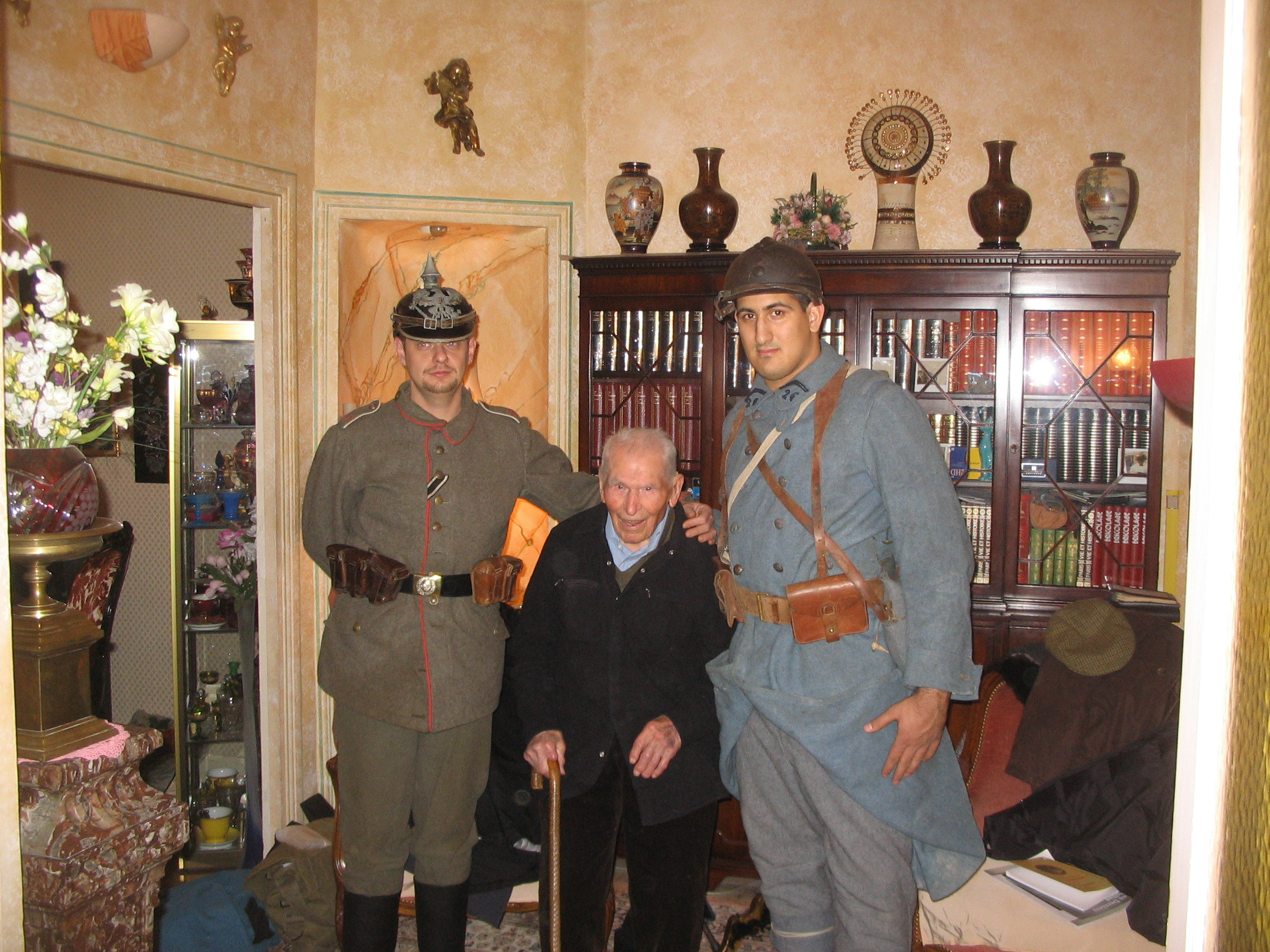
Lazare Ponticelli, 2006

Lazare Ponticelli, nascut Lazzaro Ponticelli (1897-2008) fou oficialment l'últim soldat francès sobrevivent de la Primera Guerra Mundial des de la mort de Louis de Cazenave el 20 de gener del 2008. Degà dels francesos, és també el novè home de nacionalitat francesa a entrar en la llista dels supercentenaris.